# Mucuna macroceratides
Mucuna macroceratides är en ärtväxtart som först beskrevs av Giuseppe Raddi, och fick sitt nu gällande namn av Dc. Mucuna macroceratides ingår i släktet Mucuna och familjen ärtväxter. Inga underarter finns listade i Catalogue of Life.